# Leucas alluaudii
Leucas alluaudii là một loài thực vật có hoa trong họ Hoa môi. Loài này được Sacteux mô tả khoa học đầu tiên năm 1910.